# لويس هيريرا كامبينس
لويس هيريرا كامبينس (4 مايو 1925–9 نوفمبر 2007) هو سياسي فنزويلي،وعضو في حزب كوباي،شغل منصب رئيس فنزويلا من 12 مارس 1979 حتى 2 فبراير 1984.

## حياته

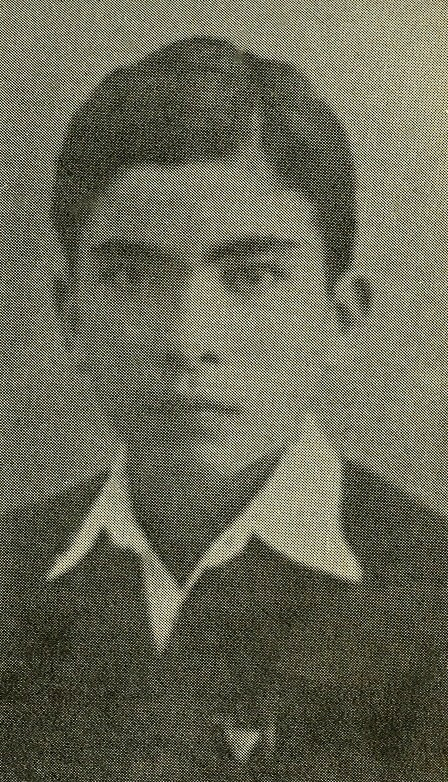
لويس هيريرا كامبينس في سن الخامسة عشر

وُلِدَ في أكاريجوا بولاية بورتوغيزا،درس القانون في جامعة فنزويلا المركزية،لكنه انقطع عن الدراسة عندما تم اعتقاله في عهد الرئيس ماركوس بيريز خيمينيز بعد أن نظم إضرابًا ضد الديكتاتور،فواصل تعليمه في المنفى بإسبانيا،وحصل على شهادة القانون من جامعة سانتياغو دي كومبوستيلا في 1955

## توليه الرئاسة
فاز في الانتخابات الرئاسية التي أجريت في ديسمبر 1978،وفي أثناء فترة حكمه،قام بتوقيع اتفاقية مع المكسيك عام 1980،وذلك لتزويد دول أمريكا الوسطى والمكسيك بالنفط،كما اعترفت حكومته بالجمهورية العربية الصحراوية الديمقراطية.

## وفاته
توفي في كاراكاس في 9 نوفمبر 2007 عن عمر يناهز 82 عامًا،حيث كان يعاني من مرض الزهايمر وقت وفاته.